# Kölesd
Kölesd è un comune dell'Ungheria centro-meridionale di 1 650 abitanti (dati 2008). È situato nella contea di Tolna.